# Harodingieni
Dinastia Harodingiană (în limba italiană: Arodingi sau Arodi) a fost o proeminentă familie nobiliară longobardă care a oferit doi regi Italiei longobarde la jumătatea secolului al VII-lea (636–653). 
Harodingienii au apărut ca deținând o mică posesiune în apropiere de Brescia. Apoi, Rothari, fiu lui Nanding, a devenit duce longobard de Brescia și a ridicat starea socială a familiei. În 636, el a fost ales rege al longobarzilor. Prin căsătoria cu Gundeberga, văduva regelui Arioald și fiica lui Authari și a Theodelindei, el a dobândit și legitimitatea necesară, stabilind legătura cu vechile și ilustrele familii domnitoare ale Lethingilor și Agilolfingilor. Alegerea lui Rothari a survenit după ce, în urma morții lui Arioald, Gundebergei i s-a acordat posibilitatea de a-și alege singură un nou soț și, implicit, rege. Deși era catolică, ea l-a ales pe arianul, dar tolerantul Rothari. Fiul și succesorul lui Rothari, Rodoald, ultimul Harodingian și totodată ultimul arian care a purtat Coroana de fier a regilor longobarzi. După Rodoald, Dinastia bavareză a revenit la conducerea regatului.